# Elwin
Elwin is een Nederlandse jongensnaam. De naam is afkomstig uit het Germaans.
De naam is afgeleid van het Germaanse adel met de Nederlandse betekenis adel en win, met de betekenis vriend. In totaal betekent de naam dus Edele vriend.
Elwin komt vooral voor in Duitsland en Nederland. Andere manieren om de naam te schrijven zijn Adelwijn, Aldwijn, Adelwinus, Alwin, Halewijn, Alwina, Alwine.